# Мандзатти, Нелло
Ион (Нелу) А. Мынзату, рум. Ion (Nelu) A. Mânzatu, более известный под своим итальянизированным псевдонимом Нелло Мандзатти, итал. Nello Manzatti (род. 1902, Бухарест — 5 февраля 1986, Милан, Италия) — румынский композитор, певец, журналист и писатель

, позднее эмигрировавший в Италию. В молодости был членом Железной гвардии, сочинил музыку для многих песен данной организации, в том числе её гимна Sfânta tinerete legionara…, а также множество других военных мелодий (автором слов был обычно поэт Раду Джир). Его литературные произведения не пользуются известностью.